# تيتريزولين
تيتريزولين (بالإنجليزية: Tetryzoline)‏ هو دواء يُستعمل في علاج:
- فرط الدم[8]
- التهاب الأنف الحركي الوعائي[8]
- التهاب الجيوب[8]

## دوره
يلعب هذا الدواء دورًا في علاج الأمراض كونه:
- محاكيات ودية
- قطرة عين